# Lagoa de Itaenga
Lagoa de Itaenga é um município brasileiro do estado de Pernambuco.

## História
- Lei Estadual 4966 de 20 de dezembro de 1963 cria o município de Lagoa de Itaenga,[5] desmembrado do município de Paudalho, tendo como sede o distrito de mesmo nome, elevado à categoria de cidade. (Imprensa Oficial, p. 325-326, 1963)[6]

O nome Lagoa de Itaenga tem origem indígena, pois na cidade existia uma lagoa, uma grande Pedra (Ita na língua tupi-guarani) e uma vegetação brava (Enga, também do tupi-guarani), com isso juntaram a palavra Ita + Enga, formando, assim, o nome da cidade, Lagoa de Itaenga.

## Geografia
Localiza-se a uma latitude 07º56'10" sul e a uma longitude 35º17'25" oeste, estando a uma altitude de 183 metros. Sua população estimada em 2004 era de 21 052 habitantes.
Possui uma área de 57,903 km².

## Economia
De acordo com o IBGE, em 2004, o:
- Valor adicionado na agropecuária - 15.796 mil reais;
- Valor adicionado na indústria - 64.791 mil reais;
- Valor adicionado no serviço - 45.047 mil reais;
- Correspondentes ao PIB (Produto Interno Bruto) da cidade.

## Turismo
A cidade é conhecida por sua tradicional Festa de São Sebastião, por sua Corrida de Jericos.
Lagoa de Itaenga é uma cidade muito rica culturalmente, devido à diversidade de artistas que existe. Nela podemos encontrar cantadores de viola, maracatus (com destaque Leão da Serra, um dos mais antigos da região), grupos de teatros (com destaque ao grupo Zum, Zum, Zum Danado da metodologia de teatro de mobilização), equipes de quadrilhas, coco de roda, mamulengos (com destaque ao Zé Divina, um dos únicos do mundo), Cavalo-Marinho (com o Mestre Zé de Bibi, o único mestre de Cavalo -Marinho do Brasil) Suas festas culturais são destaques na região, principalmente no São João, com os shows das bandas e o famoso coco-de-roda, cantado por Bio Caboclo. Hoje Lagoa de Itaenga é a capital do coco-de-roda.
A festa do Jerico é outra atração de grande destaque, que atrai gente de todo estado, em setembro, a festa é tradicional assim como a festa do Padroeiro São Sebastião realizada no dia 20 de janeiro.

## Esportes

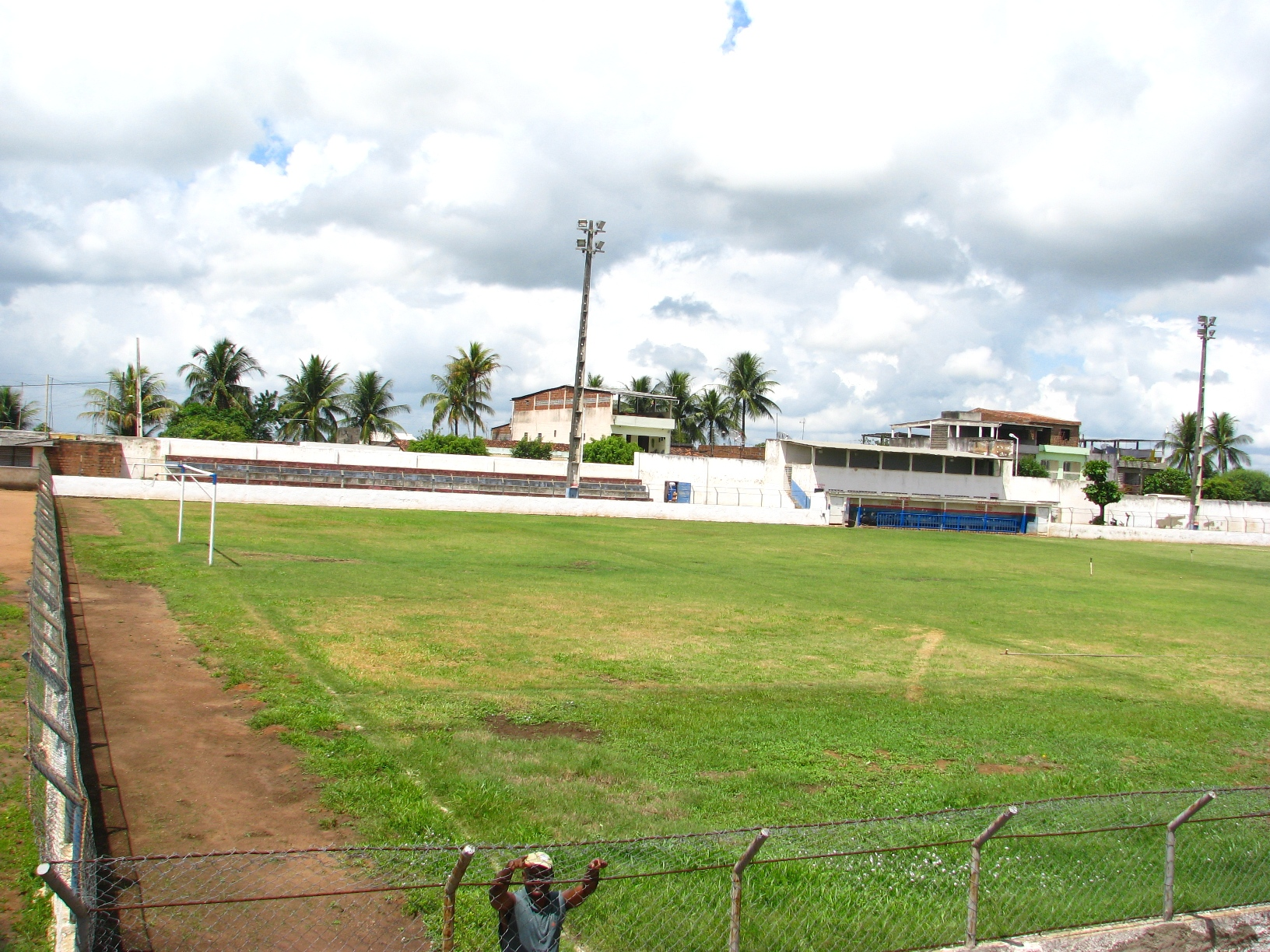
Estádio O Caldeirão em Lagoa de Itaenga.

O esporte mais popular do município é o futebol. Anualmente é realizado o Campeonato Itaenguense de Futebol, que é disputado entre os Clubes da Cidade. Dentre eles se destacam o Itaenguense, Cruzeiro, Fluminense, Flamengo e Ponte Preta, sendo esses os clubes mais vencedores da cidade.
O Estádio Valter Dantas Caldeira, O Caldeirão, o único do município, tem capacidade para 1.500 espectadores. Possui três vestiários com túneis que dão acesso ao gramado (dois para as equipes e um para os árbitros) e cabine de imprensa.
Outro esporte muito praticado no município é o Futsal. A Cidade possui três quadras para a prática desse esporte, e anualmente é realizado o Campeonato de Bairros de Lagoa de Itaenga, onde reúnem-se equipes de vários bairros da cidade.
Também são praticados o Handebol, Volei e Basquete.

## Festas populares
- Festa de São Sebastião (20 de janeiro)
- Carnaval (Fevereiro ou março)
- Fest Brega (30 de abril e 1 de maio)
- Festas Juninas (Junho a julho)
- Corrida de Jericos (Em setembro)
- Festa da Cana de Açúcar (20 de outubro)
- Emancipação da Cidade (20 de dezembro)

## Governo municipal
Linha do tempo dos gestores públicos que assumiram o governo da cidade:
1. Euzebio Pereira Lins (1963)
2. João Vieira Bezerra (1964 a 1968)
3. José Inácio da Silva (1969 a 1971), Vice Moisés Barros da Anunciação
4. Moisés Barros da Anuciação (1972 a 1975), Vice-prefeito Daniel José da Silva (Houve uma intervenção do governo do estado).
5. Capitão Menezes (1976 a meados de 1977)
6. Antonio Marcelo Lopes (1979 a 1982)
7. Moisés Barros da Anunciação (1983 a 1988), vice-prefeito José Medeiros
8. Sebastião José dos Santos (1989 a 1992)
9. Fernando Antonio do Nascimento (1993 a 1996)
10. Sebastião José dos Santos (1997 a 2000)
11. Carlos Vicente de Arruda Silva (2000 a 2008)
12. Jackson José da Silva (2009 a 2012)
13. Lamartine Mendes dos Santos (2013 a 2016)
14. Maria das Graças de Arruda Silva (2017 - 2024)
15. Dimas Caetano de Sousa ou Dimas Natanael (Atual Prefeito)